# Стрілиця трилиста
Стріли́ця трили́ста (Sagittaria trifolia) — вид рослин із родини частухових (Alismataceae), що зростає в Євразії від України до Японії та Індонезії.

## Опис
Це водна багаторічна гола трава з товстими столонами з бульбами на кінчиках. Листки здебільшого надводні; пластинки яйцеподібні або лінійно-ланцетні, верхівка від загостреної до округлої, бічні частки часто довші за середню, трикутні або лінійно-ланцетні, різко гострі; ніжка листка 60–75 см, трикутна. Суцвіття 30–50 см завдовжки, китицеподібне, містить від (2)3 до багато (2)3(5)-квіткових кілець, нижні 1–3 кілець зазвичай розгалужені. Квітки одностатеві (жіночі квітки в нижніх кільцях і на коротких квітконіжках, чоловічі квітки на довгих квітконіжках), 1–2 см у поперечнику, білі; приквітки трикутно-яйцеподібні, 8–10 × 3–4 мм, гостро-загострені. Тичинки численні; пиляки жовті. Плодові голови ± кулясті, діаметром ≈ 1 см; сім'янки трикутно-яйцюватої форми, з бічно зігнутим дзьобом, крила від округло-зубчастих до цілих. 2n = 22. Період цвітіння: квітень — листопад.

## Поширення
Зростає в Євразії від України до Японії та Індонезії. Населяє ставки, озера, болота, рисові поля, канали.
В Україні населяє береги водойм — заплави річок: Дунаю, Дністра, П. Бугу та Дніпра — досить рідко. 

## Використання
Ця рослина має лікувальні властивості як сечогінний, антискорбутичний засіб і використовувалася для лікування шкірних проблем. S. trifolia культивується як харчова культура в деяких районах Азії. Бульби мають високий вміст крохмалю і дуже поживні.

## Синоніми
- Sagittaria chinensis Sims
- Sagittaria doniana Sweet
- Sagittaria hirundinacea Blume
- Sagittaria japonica H.Vilm.
- Sagittaria leucopetala (Miq.) Bergmans
- Sagittaria macrophylla Bunge
- Sagittaria obtusa Thunb.
- Sagittaria sagittata Thunb.
- Sagittaria sagittifolia var. edulis Siebold ex Miq.
- Sagittaria sagittifolia var. leucopetala Miq.
- Sagittaria sagittifolia subsp. leucopetala (Miq.) Hartog
- Sagittaria sinensis Sims
- Sagittaria trifolia subsp. leucopetala (Miq.) Q.F.Wang
- Sagittaria trifolia var. longiloba (Turcz.) Kitag.

## Галерея

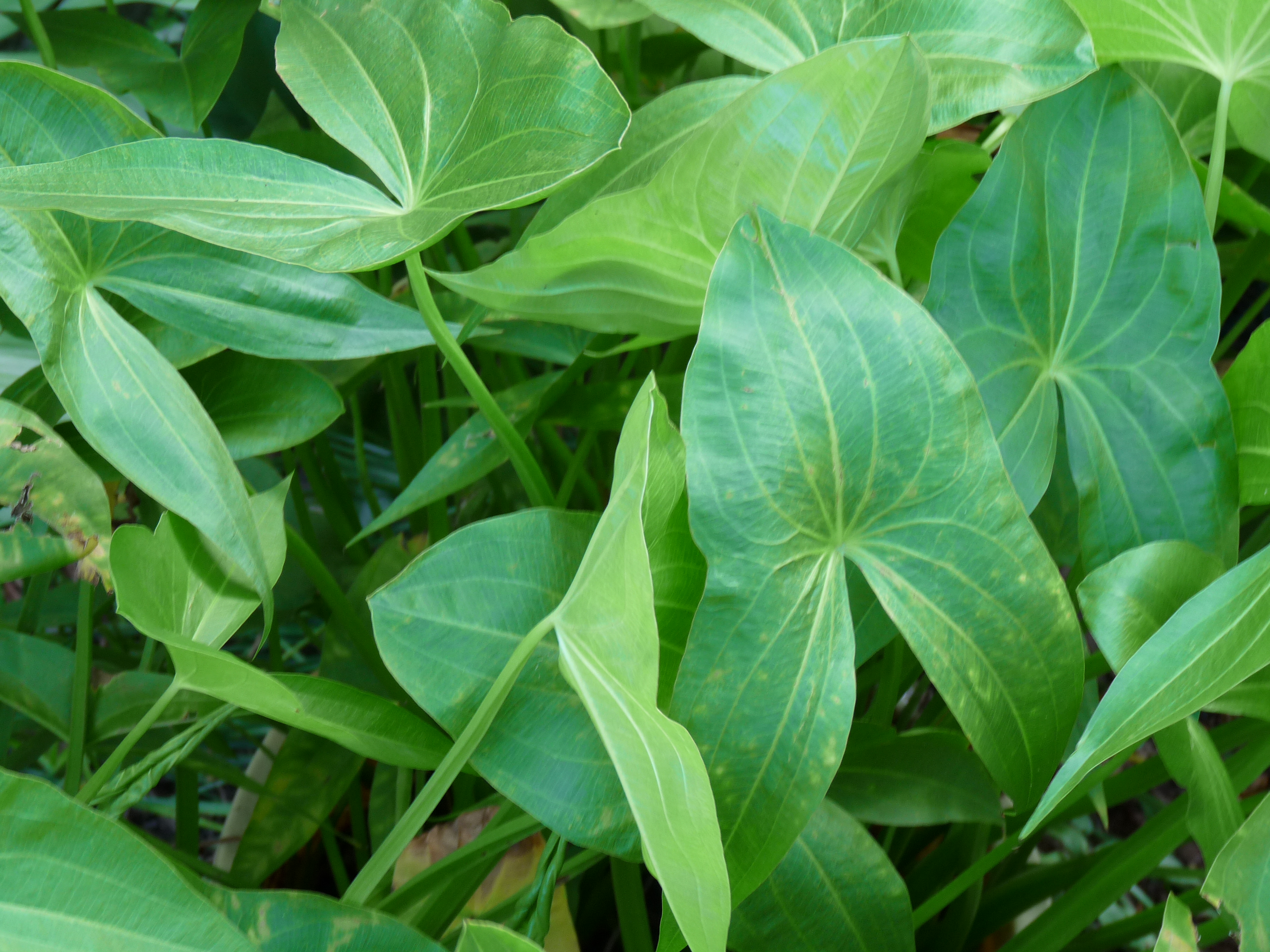
Sagittaria trifolia var. edulis
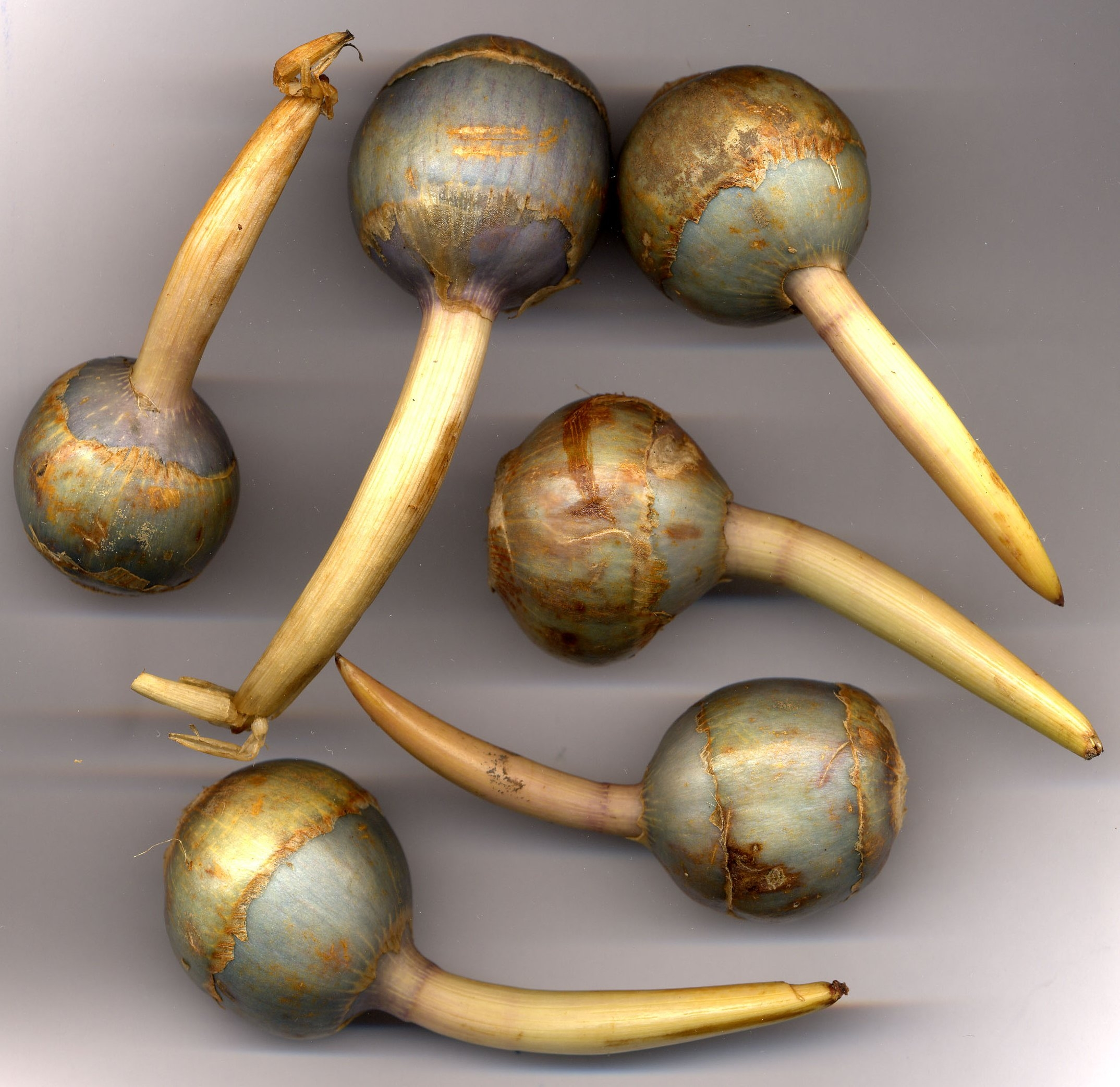
„Бульби“